# Famille génératrice
Pour les articles homonymes, voir Génératrice.
Cet article court présente un sujet plus développé dans : sous-espace vectoriel engendré.
En algèbre linéaire, une famille génératrice est une famille de vecteurs d'un espace vectoriel dont les combinaisons linéaires permettent de construire tous les autres vecteurs de l'espace.

Soit un corps K, et soit E un espace vectoriel sur K. Une famille finie {\displaystyle (e_{1},e_{2},\ldots ,e_{n})} d'éléments de E (vecteurs) est dite génératrice de E si :
{\displaystyle \forall x\in E,\ \exists (\lambda _{1},\lambda _{2},\ldots ,\lambda _{n})\in K^{n},\ x=\sum _{k=1}^{n}\lambda _{k}e_{k}}.

Une famille infinie {\displaystyle (e_{i})_{i\in I}} est dite génératrice si, pour tout vecteur v de E, il existe une famille de scalaires {\displaystyle (\lambda _{i})_{i\in I}} à support fini, telle que {\displaystyle v=\sum _{i\in I}\lambda _{i}e_{i}}. En bref, la famille est génératrice de E si tous les vecteurs de l'espace E s'expriment comme combinaisons linéaires des vecteurs de la famille {\displaystyle (e_{i})_{i\in I}}.
Si en plus la famille est libre, alors c'est une base de E.
Le sous-espace vectoriel engendré par une famille {\displaystyle (f_{i})_{i\in I}} est le plus petit sous-espace vectoriel F de E contenant tous les vecteurs de la famille. La famille {\displaystyle (f_{i})_{i\in I}} est une famille génératrice de F. On peut noter {\displaystyle F=\mathrm {Vect} (f_{i})_{i\in I}}.